# Niski Mur (Zakrzówek)

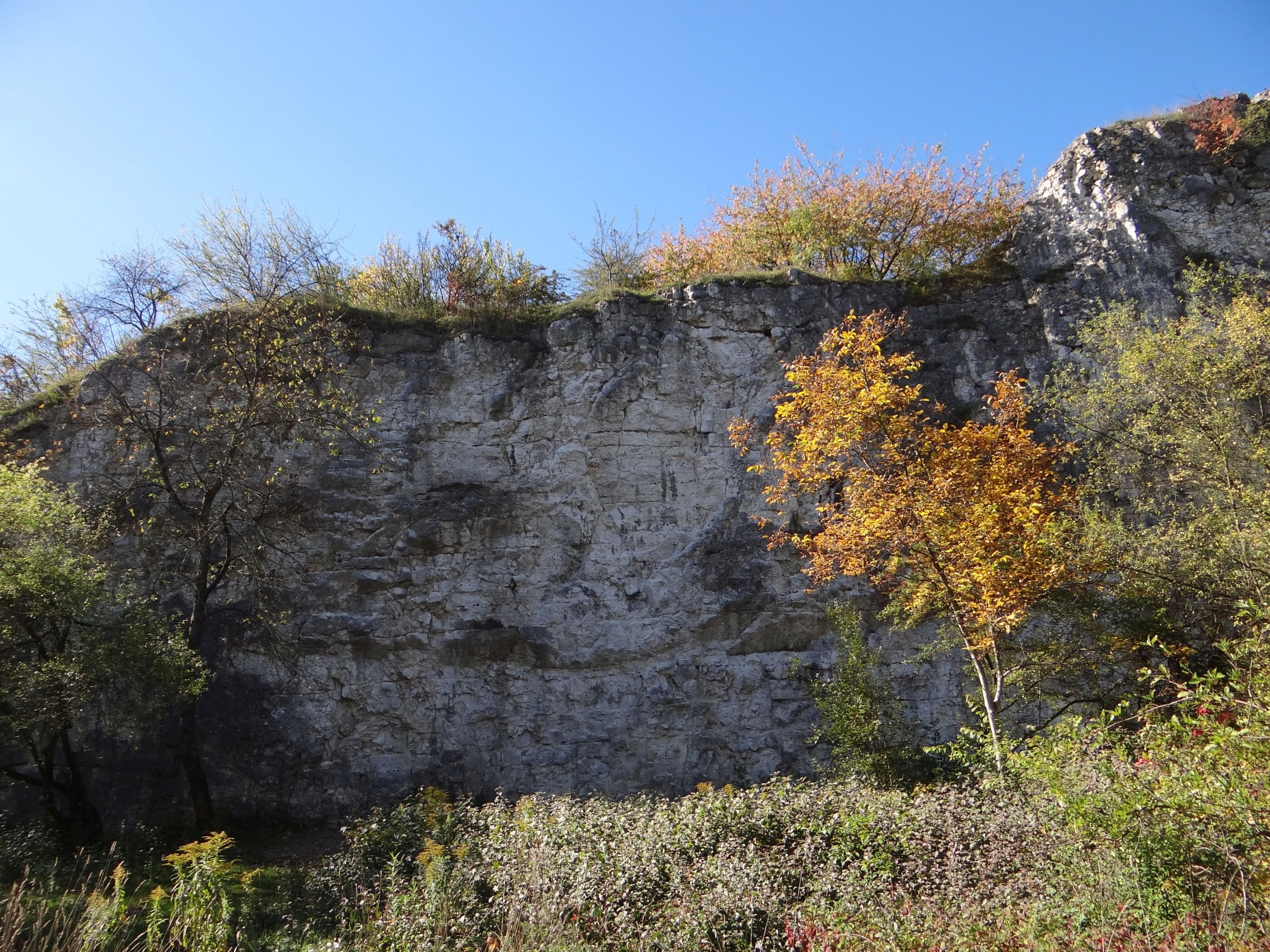

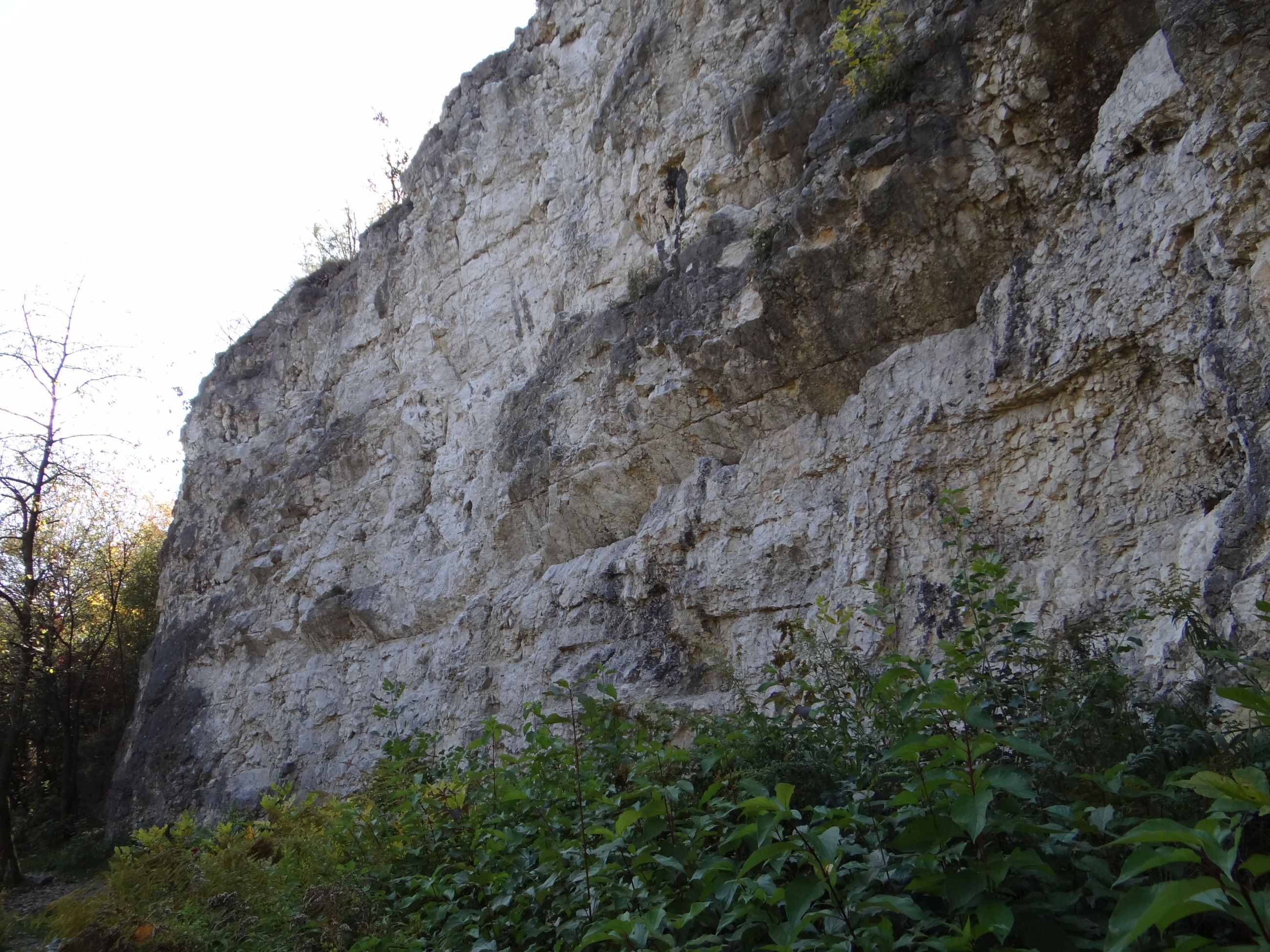

Niski Mur – mur skalny w północno-wschodniej części Krzemionek Zakrzowskich (Zakrzówka) w Dzielnicy VIII Dębniki w Krakowie. Uprawiana jest na nim wspinaczka skalna.
Niski Mur znajduje się na terenie uroczyska Skałki Twardowskiego będącego jednym z terenów rekreacyjnych Krakowa. Wspinanie odbywa się tutaj na skałach będących pozostałością dawnego kamieniołomu. Najwybitniejszy mur skalny ma długość 130 m, wysokość do 32 m i biegnie z południowego wschodu na północny zachód. W przewodniku wspinaczkowym Pawła Haciskiego podzielony jest na kilka sekcji. W kolejności od południowego wschodu na północny zachód są to: Niski Mur, Rdzawe Zacięcie, Czarne Zacięcie, Podcięta Ścianka, Baba Jaga.
Niski Mur jest wśród nich najniższy. Uprawiana jest na nim zarówno wspinaczka klasyczna, jak i drytooling. Konieczna jest lina 60–metrowa i 13–15 ekspresów. Ściana jest idealnie pionowa, o wysokości 12–18 m, problemem jest kruszyzna. Jest 16 dróg wspinaczkowych o trudności od IV do VI.2 w skali polskiej lub M6–M7 (dla dróg drytoolingowych). Większość dróg ma zamontowane punkty asekuracyjne, na niektórych asekuracja własna.
Duże połacie ciemnoszarego nalotu na powierzchni ściany to miejsca w skale wysycone delikatnymi pyłkami siarczków. Powstały one prawdopodobnie pod wpływem wód wysyconych siarkowodorem lub wyziewów siarkowodoru.

## Drogi wspinaczkowe
1. Zacięcie bocznej ściany; V,
2. Filarek bocznej ściany; V,
3. Depresja bocznej ściany; IV-,
4. Kukułcze gniazdo; IV,
5. Trzy przewieszki; V+,
6. Hopstery; V+,
7. Warianty Miodowicza; V+,
8. Płyta Kostka; VI.1,
9. Benga benga; VI.1 (M6),
10. Nad murem; V+,
11. Małe co nieco; VI+ (M6),
12. Nazgulica; VI+ (M6),
13. Gilu wróc; VI+ (M6/6+),
14. Przybycie Nazgula; VI.1+ (M6+),
15. Kufel (Okop Maniury); VI.2 (M6/7),
16. Przewieszone zacięcie; V+ (M6)[1].